# Буторина, Татьяна Сергеевна
Татьяна Сергеевна Буторина (1946—2018) — советский и российский учёный и педагог, специалист в области истории и теории педагогики, доктор педагогических наук (1990), профессор (1992). Заслуженный работник высшей школы Российской Федерации (1997). Почётный гражданин Архангельска (2013).

## Биография
Родилась 5 июля 1946 года в селе Емецк Емецкого района (ныне Холмогорский район) Архангельской области.
С 1965 по 1969 год обучался на отделении истории историко-филологического факультета Архангельского государственного педагогического института имени М. В. Ломоносова. С 1969 по 1972 год на педагогической работе в Вельской средней школе на должностях учителя истории и организатора воспитательной работы этой школы. С 1972 по 1976 год обучалась в аспирантуре Ленинградского государственного педагогического института имени А. И. Герцена.
С 1976 года на педагогической работе в Архангельском государственном педагогическом институте имени М. В. Ломоносова в должностях: ассистент, старший преподаватель, с 1978 года — заведующая кафедрой педагогики и психологии, с 1988 года — старший научный сотрудник, с 1990 года — доцент и с 1991 года — профессор и заведующая кафедрой педагогики. С 1995 по 1997 год организатор и первый директор Ломоносовского гуманитарного центра. С 1997 по 2006 год — проректор по учебной работе Астраханского государственного технического университета и одновременно с 1999 по 2018 год организатор и первый заведующий кафедрой педагогики, психологии и профессионального образования этого университета (с 2010 года САФУ им. М. В. Ломоносова).
В 1976 году Т. С. Буторина была утверждена в учёной степени кандидат педагогических наук по теме: «Стиль педагогического руководства классного руководителя как фактор формирования коллектива старшеклассников», в 1990 году — доктор педагогических наук по теме: «Ломоносовский период в истории русской педагогической мысли XVIII в.». В 1976 году приказом ВАК ей было присвоено учёное звание доцент, в 1992 году — профессор.

## Научно-педагогическая деятельность
Основная научно-педагогическая деятельность Т. С. Буториной связана с вопросами в области ломоносоведения, истории и теории педагогики. Под руководством Т. С. Буториной было создано новое научное направление в науке —− педагогическая регионология, в рамках этой науки проводились прикладные и фундаментальные исследования, для выделения ломоносовского периода в истории отечественной педагогики, ей был внесён вклад в создание новых теорий, технологий и методов исследования в области теории и истории педагогики, ломоносоведения, традиций поморского народного воспитания, в изучении инновационного характера отечественного историко-педагогического знания. Научные исследования Т. С. Буториной были положительно оценены на международных конференциях Баренц-региона проходивших с 1991 по 2002 год в таких странах как Финляндия, Норвегия и Швеция, в 1992 году на Всемирном педагогическом конгрессе в ЮНЕСКО проходившем в Париже, с 1994 года в Европейском педагогическом форуме в Германии. В 1992 году она была инициатором создания Ломоносовского гуманитарного центра. Т. С. Буторина избиралась действительным членом Российской академии социальных наук, Академии педагогических и социальных наук и Международной академии наук педагогического образования.
Т. С. Буторина является автором более 700 научных трудов и монографий, в том числе «Воспитание учащихся в процессе трудового обучения» (1986), «Ломоносов и педагогическая мысль России XVIII в.» (1990), «Поморская семья» (1998), была главным редактором тома «Культура» в пятитомной «Поморской энциклопедии» и множество других работ, под её руководством было подготовлено более 34 кандидатов и докторов педагогических наук.
25 июня 1997 года Указом Президента России «За заслуги в научной деятельности» Т. С. Буторина была удостоена почётного звания — Заслуженный работник высшей школы Российской Федерации.
Скончалась 26 сентября 2018 года на 73-м году жизни, похоронена на кладбище Валдушки.

## Награды
- Орден Дружбы (2003 — «За достигнутые трудовые успехи и многолетнюю добросовестную работу»)[6]

### Звания
- Заслуженный работник высшей школы Российской Федерации (1997 — «За заслуги в научной деятельности»)[4]
- Почётный гражданин Архангельска (2013 — «за большой вклад в науку Архангельска, за особые заслуги в социально-культурном строительстве города»)[7][8]